# Bélabo
Bélabo è un centro abitato del Camerun, situato nella Regione dell'Est. 